# Lesenská lípa
Lesenská lípa je památný strom v Lesné jihozápadně od Tachova. Přibližně dvěstěpadesátiletá  lípa velkolistá (Tilia platyphyllos) roste u vchodu do barokně upraveného gotického kostela sv. Mikuláše v nadmořské výšce 660 m. Lípa se větví v necelých čtyřech metrech na dvě kosterní větve rostoucí vzhůru. Obvod kmene lípy měří 620 cm a koruna stromu dosahuje do výšky 30 m (měření 1998). Chráněna je od roku 1981 pro svůj vzrůst.

## Stromy v okolí
- Lípa v Lesné na návsi
- Lípa v Lesné u pana Hrčína
- Bažantovská lípa
- Smrk pod Sklářským vrchem